# 大里洋吉
大里 洋吉（おおさと ようきち、1946年〈昭和21年〉8月22日 - ）は、日本の芸能プロモーター。芸能事務所・アミューズの創業者で、現在は同社代表取締役会長。アミューズの子会社である、アミューズクエスト代表取締役会長も務めている。妻はアミューズ相談役ファウンダーの大里久仁子。

## 略歴
青森県青森市出身。青森県立青森高等学校、立教大学文学部英米文学科卒業。中学・高校時代は、剣道とブラスバンドに明け暮れていた。

### 渡辺プロ時代
1969年（昭和44年）、渡辺プロダクション（ナベプロ）入社。同期にヒップランドミュージックの創業者で現会長の中井猛などがいる。ナベプロではザ・ピーナッツ、ザ・ワイルドワンズ、梓みちよ、あいざき進也、岸部四郎、沢田研二、キャンディーズらのマネージャーを務めた。

### アミューズ時代
1977年（昭和52年）、独立しアミューズを設立。代表取締役社長就任（1981年に社長を山本久に譲り代表取締役会長就任）。
独立後、最初に手がけたのは、スペクトラムの前身である「ホーン・スペクトラム」と原田真二であった。バーニングプロダクション社長の周防郁雄は、原田から「自分のための会社を作って欲しい」と言われたため、バーニングとは別の会社を作ることにし、面識のあった大里と話し合って、50対50の出資で会社を作ることになり、それがアミューズだと話している。
独立後の1978年（昭和53年）4月4日に行われたキャンディーズ解散コンサートでは、総合演出も務めた。なお、キャンディーズのメンバーから、解散の意思を最初に伝えられたのは、2代目マネージャーの大里であった。大里は自身の渡辺プロ退社が既に決まっていたことと、周囲に与える衝撃が大き過ぎるとの判断から、「今の話は俺の胸にしまっておくから、これからのことはおいおい話し合おう」と言ってその場を収め、大里は渡辺プロを退社するまで誰にもメンバーが解散の意思を持っていることを知らせなかった。
原田の退社後、当時フォークソング全盛期のサザンオールスターズを始め、新興のロックバンドを次々と抜擢し話題を呼び、後のJポップ時代全盛の礎を築いた。また、嘉門達夫をスカウトした人物でもある。
また、スーパー・エキセントリック・シアター（SET）のプロモートや、自社制作映画も多数製作するなど、演劇面でも大胆な若手俳優・女優起用を断行し、話題を呼んだ。
タレントを育て上げ、アミューズを一代で大手芸能事務所にまでに成長させた。
還暦を迎えた2006年にアミューズを東証1部上場させ、自己の保有する株式の一部を所属タレントや、従業員に贈与し、話題になった。
2008年4月に行なわれた「全国キャンディーズ連盟 2008大同窓会」では演出・構成を担当。この宣伝を兼ね、『福山雅治のオールナイトニッポンサタデースペシャル・魂のラジオ』にゲスト出演した。同年6月22日、アミューズ代表取締役会長を退き、相談役名誉会長に就任。2011年に再び代表取締役会長となる。
2012年、第7回渡辺晋賞を受賞。
2021年、アミューズが出資するCo-LaVoの相談役として参加。

## 人物
映画が好きで、小学生の頃から映画ばかり観ていた。中学校はブラスバンド部に所属し、全国大会に2回出場した。
ナベプロ時代は鼻柱が強く、『8時だョ!全員集合』でキャンディーズのショーを強行させた際には、当時番組プロデューサーさえ怒鳴りつける程の権力者であったいかりや長介と対峙した程であったという。また、マネージャー会議で渡辺晋の方針に抗議し、退席した事もあったという。
また、大里はナベプロ在籍時代、社長の渡辺晋に「社長、副社長（渡辺美佐）だけが海外に行くんじゃなく、僕ら若い連中も海外研修に出して欲しい」と直訴の手紙を出すと、渡辺晋がその手紙を目にして、妻の美佐がインターナショナル・ミュージック・カンファレンス（国際ショービジネスの国際会議）に出席する為にロンドン（英国）に出張した際に、大里と菊地哲榮（現：ハンズオン・エンタテインメント社長）を随行させた。その際に世界一流の音楽業界人の姿や、ロンドンの劇場での演劇鑑賞など自ら目の当たりにしたものに衝撃を受け、それが自らの人生の糧となっていることを語っている。
キャンディーズを担当するきっかけは、先輩からキャンディーズにライブの良さを伝えるよう言われたことだった。マネージャーを担当するようになって6か月はギクシャクした関係で、楽屋に鍵をかけて入れてもらえなかった。少し話すきっかけがあり、それによって、溶け込めるようになったという。
アミューズ創業時は、社長であるにもかかわらず、長髪に髭を生やした風貌であった。そのため、当時、青山学院大学の学生だったサザンオールスターズのメンバーは初対面時、「いかにも業界の人という感じの人だ」と思ったという。桑田佳祐によると、大里は殆ど雑談をせず、いきなりビジネスの話をブチ込んで来るという。福山雅治もアミューズに入った当初、横柄な人だと思っていたというが、「大里会長はずっとこの調子で変わらないから信用できる」と話している。

## 賞詞
- 渡辺晋賞（2012年、第7回）

## 映画
※公開年は、日本。
- モーニング・ムーンは粗雑に（1981年） - 製作
- 1981.9.22 私の、スペクトラム（1981年） - 製作
- グッドバイ夏のうさぎ（1983年） - 製作
- アイコ十六歳（1983年） - 製作
- 満月のくちづけ（1989年） - 製作
- ザジ ZAZIE（1989年） - 製作
- バトルヒーター（1989年） - 製作
- 稲村ジェーン（1990年） - 製作総指揮
- 喜多郎の十五少女漂流記（1990年） - 製作総指揮
- 平成無責任一家 東京デラックス（1995年） - 企画/製作
- 南京の基督（1995年） - 製作
- ぼくは勉強ができない（1996年） - 製作
- 香港大夜総会 タッチ&マギー（1997年） - 製作代表
- 私たちが好きだったこと（1997年） - 製作代表
- kitchen キッチン（1997年） - エクゼクティブ・プロデューサー
- 初恋（1998年） - 製作
- アンナ・マデリーナ（1998年） - 製作
- 玻璃の城（2000年） - 製作総指揮
- ドッジGO!GO!（2002年） - 製作
- Jam Films（2002年） - 製作指揮
- スカイハイ 劇場版（2003年） - 製作指揮
- Jam Films 2（2004年） - 製作指揮
- 下妻物語（2004年） - 製作統括
- ロード88 出会い路、四国へ（2004年） - 製作総指揮
- 恋文日和（2004年） - 製作総指揮
- 闇の子供たち（2008年） - 製作
- ソレダケ / that’s it（2015年） - スーパーバイザー
- SETOUCHI THE MOVIE（2018年） - 監督[18]